# Irssi
Irssi برنامهٔ کلاینتی است برای اتصال به شبکه‌های آی‌آرسی که در ابتدا توسط Timo Sirainen در ژانویه ۱۹۹۹ نوشته شد و تحت مجوز جی‌پی‌ال منتشر گردید.
این برنامه بزبان C نوشته شده است و واسط کاربری آن به صورت متنی است.
Irssi در اصل برای سیستم‌عامل‌های شبه یونیکس نوشته شده است ولی توسط Cygwin در مایکروسافت ویندوز نیز قابل اجراست.
Irssi برخلاف بعضی دیگر از نرم‌افزارهای کلاینت آی‌آرسی با واسط متنی، که بر پایهٔ IrcII نوشته شده‌اند، بکلی از ابتدا کدنویسی شده است. همچنین تعداد زیادی ماژول و اسکریپت بزبان Perl برای این کلاینت نوشته شده است که می‌توان به وسیلهٔ آنها شکل و ظاهر و نحوهٔ عملکرد Irssi را سفارشی کرد.
می‌توان Irssi را توسط واسطی که در اختیار کاربر قرار می‌دهد یا توسط ویرایش فایل پیکره‌بندی‌اش که Syntax آن خیلی به سازمان داده‌های زبان Perl شبیه است پیکره‌بندی و تنظیم نمود.

### سایتهای رسمی
- وبسایت رسمی
- صفحهٔ Irssi در Freshmeat
- Irssi روی فرینود

### نسخه‌های باینری
- Cygwin/Windows binaries of Irssi 0.8.12 and ۰٫۸٫۱۱[پیوند مرده]

## اطلاعات بیشتر
- منابع و مستندات غیررسمی
- راهنمایی در مورد استفاده از Screen و Irssi در کنار هم